# Arcturus granulatus
Arcturus granulatus är en kräftdjursart som beskrevs av Richardson 1909. Arcturus granulatus ingår i släktet Arcturus och familjen Arcturidae. Inga underarter finns listade i Catalogue of Life.